# Fantasmas do Passado
Fantasmas do Passado (Ghosts of Mississippi) é um filme norte-americano de 1996, do gênero drama, dirigido por Rob Reiner e estrelado por Alec Baldwin e Whoopi Goldberg.

## Sinopse
Bobby DeLaughter, um jovem advogado, de posse de novas provas, tenta levar a julgamento Byron De La Beckwith, suspeito de ter assassinado o ativista negro Medgar Evers em 1963. Byron já fora levado às barras do tribunal por duas vezes, mas fora absolvido por júris compostos apenas por brancos. Agora, Bobby recebe a ajuda de Myrlie, viúva de Medgar.

## Principais premiações
| Patrocinador                                            | Prêmio       | Categoria                                      | Situação |
| ------------------------------------------------------- | ------------ | ---------------------------------------------- | -------- |
| Academia de Artes e Ciências Cinematográficas           | Oscar        | Melhor Ator Coadjuvante (James Woods)          | Indicado |
| Academia de Artes e Ciências Cinematográficas           | Oscar        | Melhor Maquiagem                               | Indicado |
| Associação de Correspondentes Estrangeiros de Hollywood | Golden Globe | Melhor Ator Coadjuvante - Cinema (James Woods) | Indicado |

## Elenco
| Ator/Atriz       | Personagem           |
| ---------------- | -------------------- |
| Alec Baldwin     | Bobby DeLaughter     |
| Whoopi Goldberg  | Myrlie Evers         |
| James Woods      | Byron De La Beckwith |
| Craig T. Nelson  | Ed Peters            |
| William H. Macy  | Charlie Crisco       |
| Bill Cobbs       | Charlie Evers        |
| Susanna Thompson | Peggy Lloyd          |
| Lucas Black      | Burt DeLaughter      |
| Virginia Madsen  | Dixie DeLaughter     |
| Wayne Rogers     | Morris Dees          |
| Richard Stahl    | Juiz Hendrick        |